# 法里馬克
15°28′12″N 4°36′44″W / 15.47000°N 4.61222°W
法里馬克（法語：Farimaké），是馬里的城鎮，位於該國中部，由莫普提區的尤瓦魯省負責管轄，面積3,148平方公里，每年平均降雨量約300毫米，2009年人口11,869，人口密度每平方公里3.8人。